# جايسون راينهارد
جايسون راينهارد (بالإنجليزية: Jason Reinhardt) هو فنان قتال مختلط أمريكي، ولد في 31 أكتوبر 1969 في ديكادور في الولايات المتحدة.

## وصلات خارجية
- جايسون راينهارد على موقع شيردوغ (الإنجليزية)